# قدرت (فیلم ۲۰۰۳)
قدرت (به هندی: Satta) فیلمی محصول سال ۲۰۰۳ و به کارگردانی مادور باندارکار است. در این فیلم بازیگرانی همچون راوینا تاندون، سمیر دارامادیکاری، آتول کولکارنی، ویپین شارما و مانوج جوشی ایفای نقش کرده‌اند.